# 비디오카세트 레코더

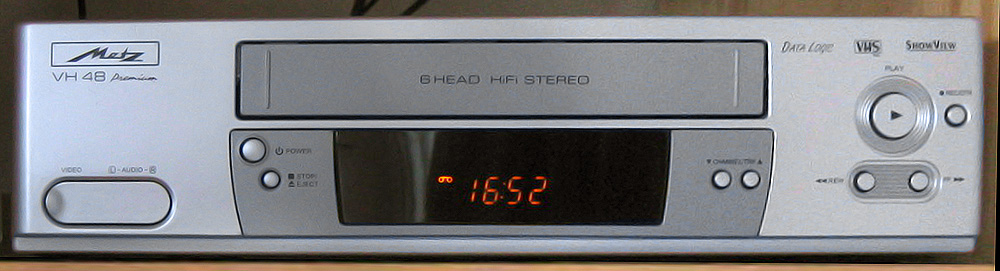
Metz가 제조한 VHS VCR

비디오카세트 레코더 또는 비디오 레코더(videocassette recorder, VCR, video recorder)는 아날로그 오디오하고 아날로그 비디오를 지상파 텔레비전으로부터 녹화할 목적으로 자기 테이프가 내장된 이동식 비디오 카세트를 이용하는 전기 기계 장치의 하나이다. 
테이프에 기록된 영상과 소리를 이용자에게 편한 시간대에 되돌려 재생할 수 있게 도와 준다. 
VCR은 '비디오 레코더' 혹은 '비디오 녹화기'라고 일컬어지기도 한다.
VCR은 VTR과는 방식이 다르다. VTR은 개별 테이프 '릴'로 탄생한 것으로, 텔레비전 애플리케이션을 더 값싸고 더 빠르게 녹화하기 위해 만들어졌다. 
TV 화면을 녹화·재생하는 비디오 녹화기는 원래 네덜란드의 필립스사에 의해 1960년대 말에 처음 개발되었다. 
비디오 녹화기는 처음 개발 당시 릴(reel) 테이프를 사용한 것이기에 VTR(Video Tape Recorder)로 불리었다. 그러나 초기의 VTR은 기술 수준이 낮아 TV 방송국에서만 제한적으로 사용되었다.
1970년 필립스는 CES에서 비디오카세트레코더(VCR)‘N1500’을 첫 공개하면서 집안에서도 방송을 녹화해 돌려볼 수 있는 환경을 만들었고 소니와 마쓰시타 등의 일본 전자업체들이 1970년대 초 더욱더 발전시켰다. 
일본업체들이 발전시킨 기술 중 하나는 번거러운 릴 테이프를 작은 플라스틱제 케이스 안에 넣어 카세트화 시켜 예전보다 훨씬 다루기 쉽도록 한 것이었다. 
이후 VTR의 명칭도 자연히 VCR(Video Cassette Recorder)로 바뀌었으며 그러면서 VCR은 전 세계적으로 통용되는 비디오 녹화기의 명칭으로 자리잡았다. 
그러나 초창기 VTR 기술을 도입했던 일본에서는 이후에도 VTR이라는 명칭을 썼다.
대한민국의 경우 가전업체들이 1980년대에 일본에서 도입한 기술로 비디오 녹화기를 생산하기 시작하면서 명칭도 일본식 그대로 따오는 바람에 비디오 녹화기는 VTR로 소개되었다. 
릴 테이프 사용을 전제로 붙여진 VTR이란 용어는 전 세계적으로 일본 이외의 지역에서는 거의 사용하지 않았다. 
대한민국 내에서도 1993년 하반기경부터 VTR이란 말 대신 VCR을 일반적으로 사용했고 이후 VTR이란 용어는 틀린 표현으로 간주되었다.

## 같이 보기
- 비디오 테이프 레코더
- 블루레이 디스크
- 테이프 헤드 클리너(영어판)